# Cirrophthirius recurvirostrae
Cirrophthirius recurvirostrae är en insektsart som först beskrevs av Carl von Linné 1758.  Cirrophthirius recurvirostrae ingår i släktet Cirrophthirius, och familjen fjäderlöss. Arten är reproducerande i Sverige.